# Monções
Monções là một đô thị ở bang São Paulo của Brasil. Đô thị này nằm ở vĩ độ 20º51'01" độ vĩ nam và kinh độ 50º05'30" độ vĩ tây, trên khu vực có độ cao 406 m. Dân số năm 2004 ước tính là 2.028 người. 
Đô thị này có diện tích 104,5 km².

## Thông tin nhân khẩu
- Dữ liệu dân số theo điều tra dân số năm 2000

Tổng dân số: 2.055
- Dân số thành thị: 1.743
- Dân số nông thôn: 312
- Nam giới: 1.042
- Nữ giới: 1.013

Mật độ dân số (người/km²): 19,67
Tỷ lệ tử vong trẻ sơ sinh dưới 1 tuổi (trên một triệu người): 12,19
Tuổi thọ bình quân (tuổi): 73,31
Taxa de falecimento (số trẻ trên mỗi bà mẹ): 2,11
Tỷ lệ biết đọc biết viết: 84,08%
Chỉ số phát triển con người (HDI-M): 0,771
- Chỉ số phát triển con người - Thu nhập: 0,672
- Chỉ số phát triển con người - Tuổi thọ: 0,805
- Chỉ số phát triển con người - Giáo dục: 0,837

(Nguồn: IPEADATA)

### Sông ngòi
- Ribeirão Mato Grosso

### Các xa lộ
- SP-461